# Back 2 da Basics
Back 2 da Basics – czwarty niezależny album amerykańskiego rapera Yo Gottiego. Został wydany w maju 2006 roku. Gościnnie występują między innymi Lil Wayne, Bun B i Jazze Pha.

## Lista utworów
1. „That’s What’s Up” (Intro) – 4:14
2. „I Got Dem” (featuring Lil Wayne & Birdman) – 4:54
3. „Full Time” – 4:41
4. „Where I’m At” – 3:51
5. „U a Gangsta Rite?” – 4:07
6. „Spend It Cuz U Got It” (featuring All Star Cashville Prince) – 4:37
7. „Cold Game” – 4:34
8. „Gangsta Party” (featuring Bun B & 8Ball) – 4:56
9. „That’s What They Made It Foe” (featuring Pooh Bear) – 4:20
10. „25 to Life” – 3:51
11. „That’s Not Yo Bitch” – 4:15
12. „Shawty Violating (Wup That Hoe)” (featuring La Chat) – 4:48
13. „I’m a Thug” (featuring D’Nero of Tha Blockburnaz) – 4:30
14. „We Gonna Be Alright” – 4:57
15. „A Part of Thugs” (featuring Jazze Pha) – 3:30
16. „Warrior” – 3:51
17. „Shawty (featuring D’Nero of Tha Blockburnaz) – 3:59

## Sample
- „I Got Dem” zawiera sample z utworu „Fireman” Lil Wayne’a oraz sample z niektórych piosenek z albumu I Got That Work, Big Tymersa.
- „Gangsta Party” zawiera sample z utworu „Far Cry” Marvina Gaye’a.